# LIVING IN PAiN
『LIVING IN PAiN』（リビング・イン・ペイン）は、SiMの通算2枚目のアルバム（ミニアルバムとしては1枚目）。2010年10月6日に発売された。

## 概要
前作『Silence iz Mine』から約2年3か月ぶりのリリース。

## 収録曲
全曲　作詞：MAH、作曲・編曲：SiM
1. JACK. B
2. LIVING IN PAiN
3. in the rain
4. dreams and the fact
5. Turn Around
6. FUCK iT ALL